# Dicoryphe noronhae
Dicoryphe noronhae är en trollhasselart som beskrevs av Louis René Tulasne. Dicoryphe noronhae ingår i släktet Dicoryphe och familjen trollhasselfamiljen. Inga underarter finns listade i Catalogue of Life.